# Running Point
Running Point är en amerikansk sport- och komediserie som hade premiär på Netflix den 27 februari 2025. Serien, som är skapad av Elaine Ko, Mindy Kaling och Ike Barinholtz, består av 12 avsnitt.

## Handling
Filmen kretsar kring Isla Gordon, som hela sitt liv har blivit förbisedd, utses till att leda LA Waves basketlag. Trots alla tvivlen är hon fast besluten att bevisa att hon kan lyckas.

## Rollista (i urval)
| Kate Hudson     | – Isla Gordon     |
| Drew Tarver     | – Sandy Gordon    |
| Scott MacArthur | – Ness Gordon     |
| Brenda Song     | – Ali Lee         |
| Toby Sandeman   | – Marcus Winfield |
| Chet Hanks      | – Travis Bugg     |
| Max Greenfield  | – Lev Levy        |
| Dane DiLiegro   | – Badrag Knauss   |